# Percolozoa

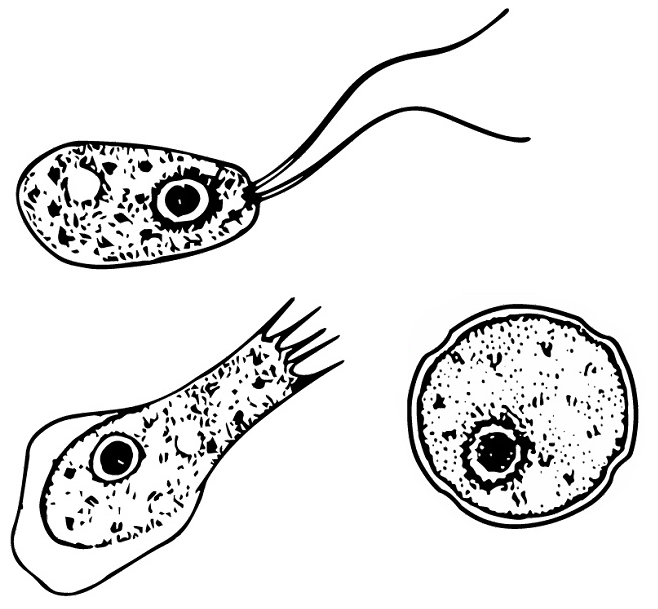
Diferentes fases (flagelado, ameba, cisto) do ciclo de vida de Naegleria fowleri.

Percolozoa é um grupo de protistas desprovidos de clorofila, cuja maioria dos membros pode cambiar entre etapas ameboides, flageladas e quistos. A maioria vive no solo, em meios de água doce ou nas fezes de vários animais, com apenas espécies marinhas. Algumas formas são parasitas, incluindo a espécie Naegleria fowleri, que pode exibir patogenia para os humanos, sendo frequentemente fatal. O grupo inteiro também é por vezes denominado Heterolobosea, mas o termo é frequentemente restrito aos membros que apresentam etapas ameboides. São conhecidas cerca de 150 espécies neste grupo.

## Descrição
O agrupamento Percolozoa é constituído por organismos heterotróficos, geralmente tendo como alimento bactérias ou em alguns casos outros protistas. A maioria vive no solo ou em habitats dulceaquícolas, ainda que algumas poucas espécies sejam marinhas. Alguns Percolozoa adaptaram-se a ambientes extremos, incluindo halófilos, acidófilos, termófilos e anaeróbios. Umas poucas espécies são endobiontes facultativos ou mesmo parasitas de animais, tanto de invertebrados como vertebrados. Por exemplo, as espécies Naegleria fowleri e Paravahlkampfia francinae são capazes de parasitar humanos.
Os membros do agrupamento Percolozoa apresentam forma de amebas, flagelados, ameboflagelados e quistos. O ciclo de vida usualmente alterna entre as fases ameba, flagelado e quisto, embora, dependendo da espécie, uma ou duas das etapas são desconhecidas. É possível que as etapas que não foram ainda observadas em alguns grupos se tenham perdido secundariamente. Alguns grupos incluem também agregados multicelulares (pseudoplasmódios) e corpos frutíferos durante o seu ciclo vital. Contudo, apesar da similitude com organismos de outros filos, os detalhes da estrutura celular e os resultados das análises filogenéticas apontam para a integração de Percolozoa em Excavata.
A etapa ameboide é muito similar às amebas lobosas de Amoebozoa. Apresenta forma aproximadamente cilíndrica, tipicamente com um comprimento de aproximadamente 20-40 μm. Estas amebas movem-se como cilindro alongado monopodial com a ajuda de lobopódios eruptivos. Em algumas espécies, a forma locomotora é plana em vez de cilíndrica. Em alguns casos podem apresentar subpseudopódios.
Devido a essas semelhanças morfológicas e de ciclo de vida, tradicionalmente os Percolozoa foram considerado amebas lobosas, embora os actuais estudos filogenéticos demonstrem que não estão relacionadas com elas e, ao contrário destas últimas, não formam verdadeiros lobopódios. Em vez de recorrerem a lobopódios, avançam por contracções hemisféricas do citoplasma (produzindo formas designadas por lobopódios eruptivos) na margem dianteira da célula. Esta fase carece de um citostoma suportado por microtúbulos, que no entanto está geralmente presente na fase de flagelado. Ainda assim, algumas espécies são capazes de formar estruturas (amebastomas) que facilitam a fagocitose.
A etapa flagelada é ligeiramente mais pequena, com dois ou quatro flagelos anteriores a uma boca ou sulco de alimentação. O aparelho flagelar é produzido durante a conversão para a fase flagelado, uma vez que a fase amebóide carece de flagelos. A maioria das espécies tem dois ou quatro flagelos, mas algumas têm mais. O número de flagelos é dependente do indivíduo. O género Stephanopogon tem vários flagelos e superficialmente é morfologicamente semelhante a um ciliado (Ciliophora). Os flagelos são utilizados na natação, para recolher alimentos e para a fixação ao substrato. A fase amebóide é geralmente formada quando o alimento é abundante, enquanto a fase flagelada ocorre quando seja necessária locomoção rápido.
Muitos flagelados apresentam um citostoma ou sulco de alimentação típico dos excavados (Excavata). Este pode abrir em posição ventral, anterior, sub-apical, ou outras. Em muitos grupos o citostoma foi consideravelmente modificado. Em alguns géneros, o citostoma foi reduzido, enquanto que em outros ocorrem quatro, associados aos correspondentes núcleos, mastigontes e flagelos.
O quisto é a terceira etapa do ciclo de vida dos membros do grupo Percolozoa, sendo uma fase de repouso que permite conservar a espécie quando as condições são desfavoráveis. Apesar disso, em muitas espécies esta etapa não foi até agora observada. A parede celular do quisto é constituída por duas camadas, o ectoquisto e o endoquisto, que algumas vezes ocorrem unidas, enquanto que em outras se distinguem facilmente com recurso ao microscópio óptico.
A maioria das formas são uninucleadas, embora existam espécies que podem ser multinucleadas durante parte do seu ciclo vital. Alguns grupos, como os Acrasida, formam corpos multicelulares por agregação, assemelhando-se nesse comportamento aos mixomicetos (Myxomycota) do agrupamento Dictyostelea. Os membros deste grupo são os únicos excavados multicelulares conhecidos. Os esporocarpos podem ser unisseriados, ramificados ou globulados. As células do esporocarpo maduro diferenciam-se em dois tipos: (1) as células basais do caule (ou pedúnculo); e (2) as distais formadoras de esporos. Ao contrário de Dictyostelea, onde as células do caule morrem, nos Acrasida mantêm a viabilidade.
Nem todas as espécies apresentam ambas as formas, ameboides e flageladas. A etapa ameboide é desconhecida em géneros como Lyromonas, Pharyngomonas, Pleurostomum, Percolomonas e Stephanopogon, enquanto que em Vahlkampfia, Pseudovahlkampfia e Acrasida não se observaram etapas flageladas.

## Taxonomia
O agrupamento Percolozoa compreende dos subfilos:
- Pharyngomonada — inclui apenas a família Pharyngomonadidae, composta por organismos fagotróficos que vivem em habitats hipersalinos, caracterizados por exibirem um ciclo de vida com fases ameboide, flagelada e quisto. A etapa flagelada apresenta quatro flagelos, estando os centrossomas de cada par organizados de forma ortogonal. A alimentação é feita através de um sulco de alimentação ventral, com una citofaringe proeminente.[4]
- Tetramitia — inclui o resto dos Percolozoa, divididos em cerca de 8 famílias. As fases flageladas geralmente apresentam quatro flagelos, ou dois por cinétida, com centrossomas paralelos, embora o género Stephanopogon apresente numerosas monocinétidas. Este grupo inclui, entre outras, as amebas típicas das famílias Vahlkampfiidae e Gruberellidae, para além dos pseudo-fungos da ordem Acrasida (fungos mucilaginosos).

Os resultados da aplicação das técnicas de genética molecular indicam que os Percolozoa estão estreitamente relacionados com Euglenozoa, com os quais têm em comum apresentarem mitocôndrias com cristas discoidais, que embora incomum não é a única característica morfológico e fisiológicas que é comum àqueles agrupamentos. A presença de um sulco de alimentação ventral na fase flagelada do ciclo de vida, bem como outras características, justificam a inclusão do agrupamento no supergrupo Excavata.
Heterolobosea foi inicialmente definido como uma classe de amebas por Fred C. Page & Richard Blanton em 1985, embora apenas incluindo as espécies com fase ameboide. Cavalier-Smith criou o filo Percolozoa para o grupo completo, adicionando a classe Percolatea para incluir os flagelados dos géneros Percolomonas e Stephanopogon.

## Galeria

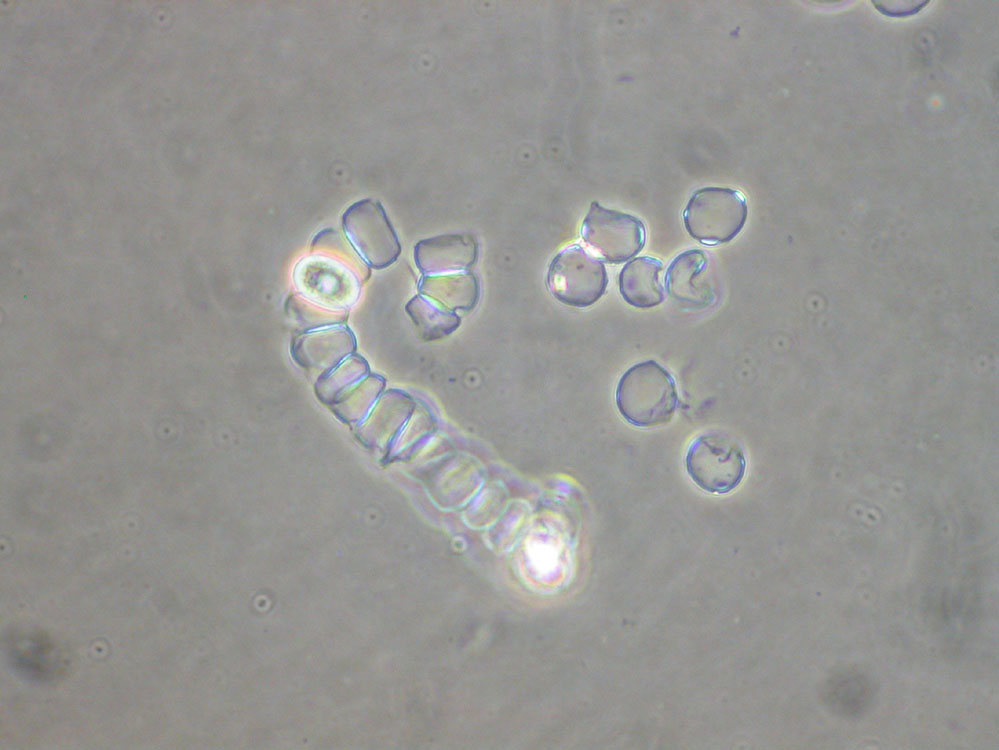
Agregados de Acrasis rosea (Acrasida)
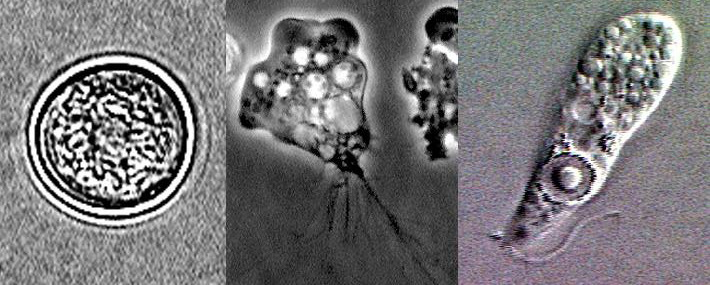
Quisto, flagelado e ameba de Naegleria fowleri (Schizopyrenida)
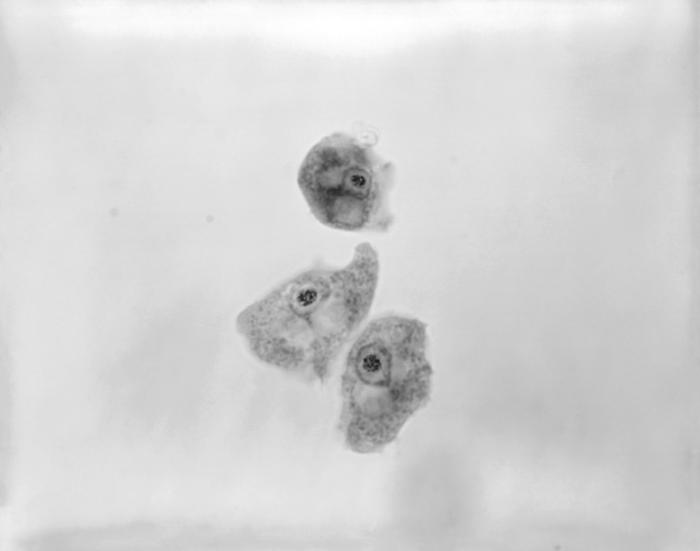
Naegleria gruberi (Schizopyrenida)
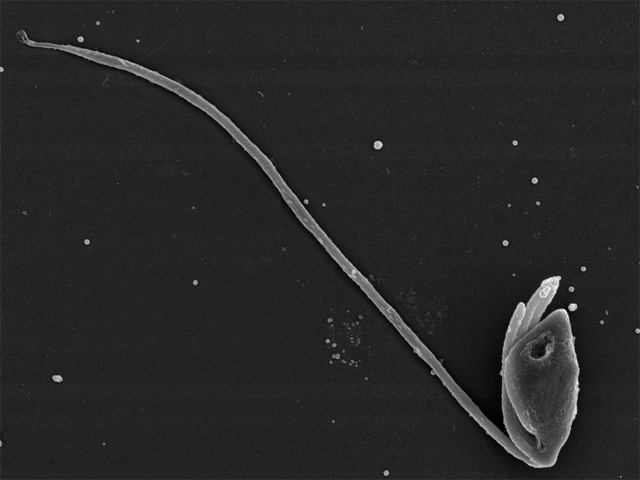
Percolomonas (Percolomonadida)
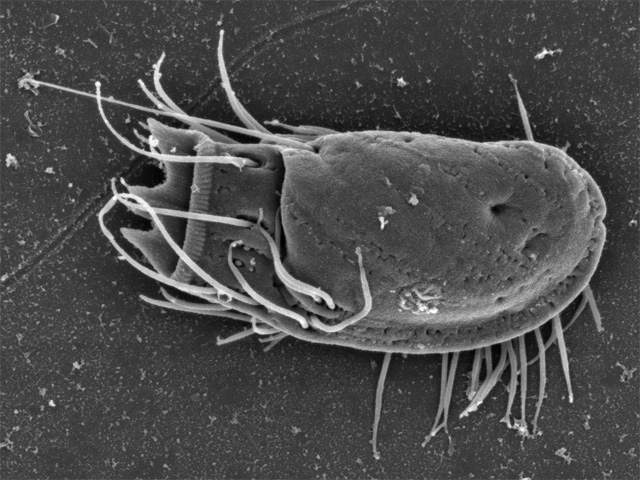
Stephanopogon (Pseudociliatida)